# Рекіць (комуна)
Рекіць, Рекіці (рум. Răchiți) — комуна у повіті Ботошані в Румунії. До складу комуни входять такі села (дані про населення за 2002 рік):
- Костешть (1589 осіб)
- Рекіць (1059 осіб) — адміністративний центр комуни
- Рошіорі (1258 осіб)
- Чишмя (444 особи)

Комуна розташована на відстані 372 км на північ від Бухареста, 2 км на північний схід від Ботошань, 95 км на північний захід від Ясс.

## Населення
За даними перепису населення 2002 року у комуні проживали 4350 осіб. Усі жителі комуни рідною мовою назвали румунську.
Національний склад населення комуни:
| Національність | Кількість осіб | Відсоток |
| -------------- | -------------- | -------- |
| румуни         | 4341           | 99,8%    |
| цигани         | 8              | 0,2%     |
| чанго          | 1              | < 0,1%   |

Склад населення комуни за віросповіданням:
| Релігія       | Кількість осіб | Відсоток |
| ------------- | -------------- | -------- |
| православні   | 4182           | 96,1%    |
| п'ятдесятники | 106            | 2,4%     |
| адвентисти    | 41             | 0,9%     |
| бретрени      | 12             | 0,3%     |
| баптисти      | 2              | < 0,1%   |
| атеїсти       | 2              | < 0,1%   |
| римо-католики | 1              | < 0,1%   |